# Welschengeheu
Welschengeheu (mundartlich Waelschegehei) ist ein Weiler auf dem Stadtgebiet von Bad Laasphe im Kreis Siegen-Wittgenstein (Nordrhein-Westfalen). Sie gehört zum nördlich gelegenen Ort Volkholz. Nördlich der Siedlung liegt der Weiler Glashütte.
Welschengeheu ist über die in der Siedlung endende Kreisstraße 34 zu erreichen. Diese mündet nach Passieren von Glashütte nördlich in Volkholz in die Landesstraße 719. 
Nach dem zu Netphen im Siegerland gehörenden Lahnhof ist Welschengeheu die erste Siedlung an der jungen Lahn.
Vor Ort existiert eine Ferienwohnung.

## Trivia
Im benachbarten Hessischen Hinterland wird Welschengeheu im dortigen Dialekt (Wälschegehei) als Synonym für einen besonders abgelegenen Ort verwendet (vgl. süddeutsch Hintertupfingen).